# Perinereis capensis
Perinereis capensis är en ringmaskart som först beskrevs av Johan Gustaf Hjalmar Kinberg 1866.  Perinereis capensis ingår i släktet Perinereis och familjen Nereididae. Inga underarter finns listade i Catalogue of Life.